# Daniel Majstorović
Daniel Majstorovic (Malmö, Suecia, 5 de abril de 1977) es un exfutbolista sueco, con ascendencia serbia, que jugaba de defensa.
En febrero de 2014 anunció su retirada.

## Selección nacional
Fue internacional con la selección de fútbol de Suecia en 50 ocasiones y anotó 2 goles.

### Participaciones internacionales
| Torneo        | Sede            | Resultado    |
| ------------- | --------------- | ------------ |
| Eurocopa 2008 | Austria y Suiza | Primera fase |

## Clubes
| Club              | País         | Año       |
| ----------------- | ------------ | --------- |
| IF Brommapojkarna | Suecia       | 1995-1997 |
| Fortuna Colonia   | Alemania     | 1998      |
| Västerås SK       | Suecia       | 1998-2000 |
| Malmö FF          | Suecia       | 2000-2004 |
| F. C. Twente      | Países Bajos | 2005      |
| F. C. Basilea     | Suiza        | 2006-2008 |
| AEK Atenas        | Grecia       | 2008-2010 |
| Celtic F. C.      | Escocia      | 2010-2012 |
| AIK Solna         | Suecia       | 2012-2014 |

## Palmarés

### Títulos nacionales
| Título                     | Club          | País    | Año  |
| -------------------------- | ------------- | ------- | ---- |
| Allsvenskan                | Malmö FF      | Suecia  | 2004 |
| Superliga de Suiza         | F. C. Basilea | Suiza   | 2008 |
| Copa de Suiza              | F. C. Basilea | Suiza   | 2008 |
| Copa de la Liga de Escocia | Celtic F. C.  | Escocia | 2011 |